# Roemenië op het Eurovisiesongfestival 2004
Roemenië nam deel aan het Eurovisiesongfestival 2004 in Istanboel, Turkije. Het was de 36ste deelname van het land op het Eurovisiesongfestival. De nationale finale, Selecţia Naţională genoemd. De TVR was verantwoordelijk voor de Roemeense bijdrage voor de editie van 2004.

## Selectieprocedure
| Volgorde | Artiest             | Lied               | Punten | Plaats |
| -------- | ------------------- | ------------------ | ------ | ------ |
| 1        | Supermarket         | De 2 ore te astept | 0      | 12     |
| 2        | Nico                | Feeling snow white | 4      | 9      |
| 3        | Shake               | Music              | 1      | 11     |
| 4        | Andra               | Just a little love | 17     | =2     |
| 5        | Elena Carstea       | Don't be afraid    | 16     | 4      |
| 6        | Paula Seling        | Perfect            | 8      | =6     |
| 7        | Salamandra          | Intr-o zi          | 8      | =6     |
| 8        | Maria Radu          | All this time      | 17     | =2     |
| 9        | Sanda Ladoși        | I admit            | 24     | 1      |
| 10       | Parlament           | Tot pe ea          | 9      | 5      |
| 11       | Alexandra Ungureanu | Happy              | 4      | =9     |
| 12       | Hara                | Lovely             | 8      | =6     |

## In Istanboel
In Turkije moest Roemenië aantreden als 23ste, net na Turkije en voor Zweden. Op het einde van de puntentelling bleek dat ze op een 18de plaats waren geëindigd, met 18 punten. 

### Gekregen punten

#### Finale
| 12 punten | 10 punten  | 8 punten | 7 punten | 6 punten |
| --------- | ---------- | -------- | -------- | -------- |
|           | - Spanje   |          |          |          |
| 5 punten  | 4 punten   | 3 punten | 2 punten | 1 punt   |
|           | - Portugal | - Cyprus |          | - Israël |

### Punten gegeven door Roemenië

#### Halve
Punten gegeven in de halve finale:
| 12 punten | Griekenland          |
| 10 punten | Servië en Montenegro |
| 8 punten  | Portugal             |
| 7 punten  | Oekraïne             |
| 6 punten  | Albanië              |
| 5 punten  | Israël               |
| 4 punten  | Noord-Macedonië      |
| 3 punten  | Nederland            |
| 2 punten  | Denemarken           |
| 1 punt    | Cyprus               |

#### Finale
Punten gegeven in de finale:
| 12 punten | Griekenland          |
| 10 punten | Turkije              |
| 8 punten  | Servië en Montenegro |
| 7 punten  | Zweden               |
| 6 punten  | Oekraïne             |
| 5 punten  | Spanje               |
| 4 punten  | Duitsland            |
| 3 punten  | Cyprus               |
| 2 punten  | Verenigd Koninkrijk  |
| 1 punt    | Albanië              |

1994 · 1995-1997 · 1998 · 1999 · 2000 · 2001 · 2002 · 2003 · 2004 · 2005 · 2006 · 2007 · 2008 · 2009 · 2010 · 2011 · 2012 · 2013 · 2014 · 2015 · 2016 · 2017 · 2018 · 2019 · 2020 · 2021 · 2022 · 2023 · 2024-2025